# Liodaptus
Liodaptus es un  género de coleópteros adéfagos de la familia Carabidae.

## Especies
Comprende las siguientes especies:
- Liodaptus birmanus Bates, 1890
- Liodaptus longicornis Lesne, 1896